# Geniatosoma lindemannae
Geniatosoma lindemannae är en skalbaggsart som beskrevs av Frey 1976. Geniatosoma lindemannae ingår i släktet Geniatosoma och familjen Rutelidae. Inga underarter finns listade i Catalogue of Life.